# Île Harbour (Ille-et-Vilaine)
Pour les articles homonymes, voir Harbour.
L'île Harbour est un îlot rocheux fortifié de la baie de Saint-Malo dans le département français d'Ille-et-Vilaine. Il fait partie de la commune de Dinard. L'île est inscrite comme site naturel et le fort classé Monument historique. L'île et le fort appartiennent à une personne privée. 

## Toponymie
L'origine du nom harbour reste incertaine. Ce nom est relativement récent et l'on retrouve sur les cartes anciennes les noms de Herbois et Herbou, qui pourraient faire penser comme pour d'autres toponymes au sud de l'île de Cézembre — Grand Jardin, Grand Murier, Pierre de la Vache ou les Herbiers — à des prés-salés, zones qui n'étaient recouvertes que lors des marées d'équinoxes, connues alors sous le nom de « prairies de Cézembre ». Dans les archives datant du milieu du XVIIIe, on trouve pour l'île, les noms d'Arbour, Erbou et même À rebours,.

## Géographie
L'îlot et son fort se situent face à Dinard, à 1 km au nord de la plage Saint-Énogat et  à 3 km à l'ouest de Saint-Malo intra-muros et à un peu plus de 2,5 km au sud de l'île de Cézembre. L'île Harbour est la partie émergée d'un banc, dit banc de Harbour comprenant de nombreux rochers n'émergeant qu'à marée basse. 

## Histoire
Au Ve siècle, c'est sur l'île Harbour que saint Aaron aurait accueilli Maclou, avant que celui ne devienne évêque d'Aleth, puis fonde plus tard la ville qui porte son nom.
La légende prétend qu'avant le raz-de-marée de l'an 709, l'île hébergeait le port primitif d'Aleth. Cette légende a été renforcée par le nom de harbour qui signifie havre portuaire en anglais mais ce nom est relativement récent. 
Le fort a été construit au cours des XVIIe et XVIIIe siècles à l'initiative des ingénieurs militaires Sébastien Le Prestre de Vauban et Siméon Garangeau.  Ce dernier fit construire le fort à la place de la simple redoute qui existait. Situé à 1 600 toises (3 118,4 mètres) de Saint-Malo, il avait pour fonction de protéger l'entrée de la Rance, période où plusieurs îles de la baie sont fortifiées. Il protège deux des passes d'accès de Saint-Malo, la passe principale centrale des Portes au nord-est et la plus petite passe du Décollé le long de la côte dinardaise, au sud. Il participe au système de défense du port de Saint-Malo qui comporte aussi les forts de La Conchée, du Petit Bé et le fort National. Le fort comptait moins d'une dizaine de soldats en temps de paix, chiffre qui montait à 90 en temps de guerre, dont 60 hommes de la milice bourgeoise de Saint-Malo.  
Le 27 septembre 1934, l'île devient  un site inscrit. 
Après la libération de Saint-Malo en août 1944, le fort perd toute vocation militaire et est laissé à l'abandon. Il classé monument historique le 4 juin 1952.
Il a appartenu un temps à Alain Delon. Il aurait eu un coup de cœur pour les forts maritimes après avoir tourné en 1967 à fort Boyard en Charente-Maritime pour le film Les Aventuriers de Robert Enrico et cherché à en acquérir, tandis que le propriétaire de fort Harbour cherchait lui à s'en débarrasser. Mais l'acteur délaisse assez vite le fort et celui-ci est revendu en 1981 à son actuel (2015) propriétaire.